# Wierzbowo (Kalinowo)
Wierzbowo [vjɛʐˈbɔvɔ] (deutsch Wierzbowen, 1932 bis 1938  Wiersbowen, 1938–1945 Waldwerder) ist ein zur Gemeinde Kalinowo (Kallinowen, 1938 bis 1945 Dreimühlen) zählendes Dorf im nordöstlichen Masuren in der polnischen Woiwodschaft Ermland-Masuren, Powiat Ełcki (Kreis Lyck).

## Geographische Lage
Das Dorf befindet sich zwölf Kilometer nördlich der Ortschaft Kalinowo an der von dort nach Cimochy (Groß Czymochen, 1928 bis 1945 Reuß)  führenden Woiwodschaftsstraße DW 661. Die Kreisstadt Ełk (Lyck) liegt 25 Kilometer in südwestlicher Richtung.

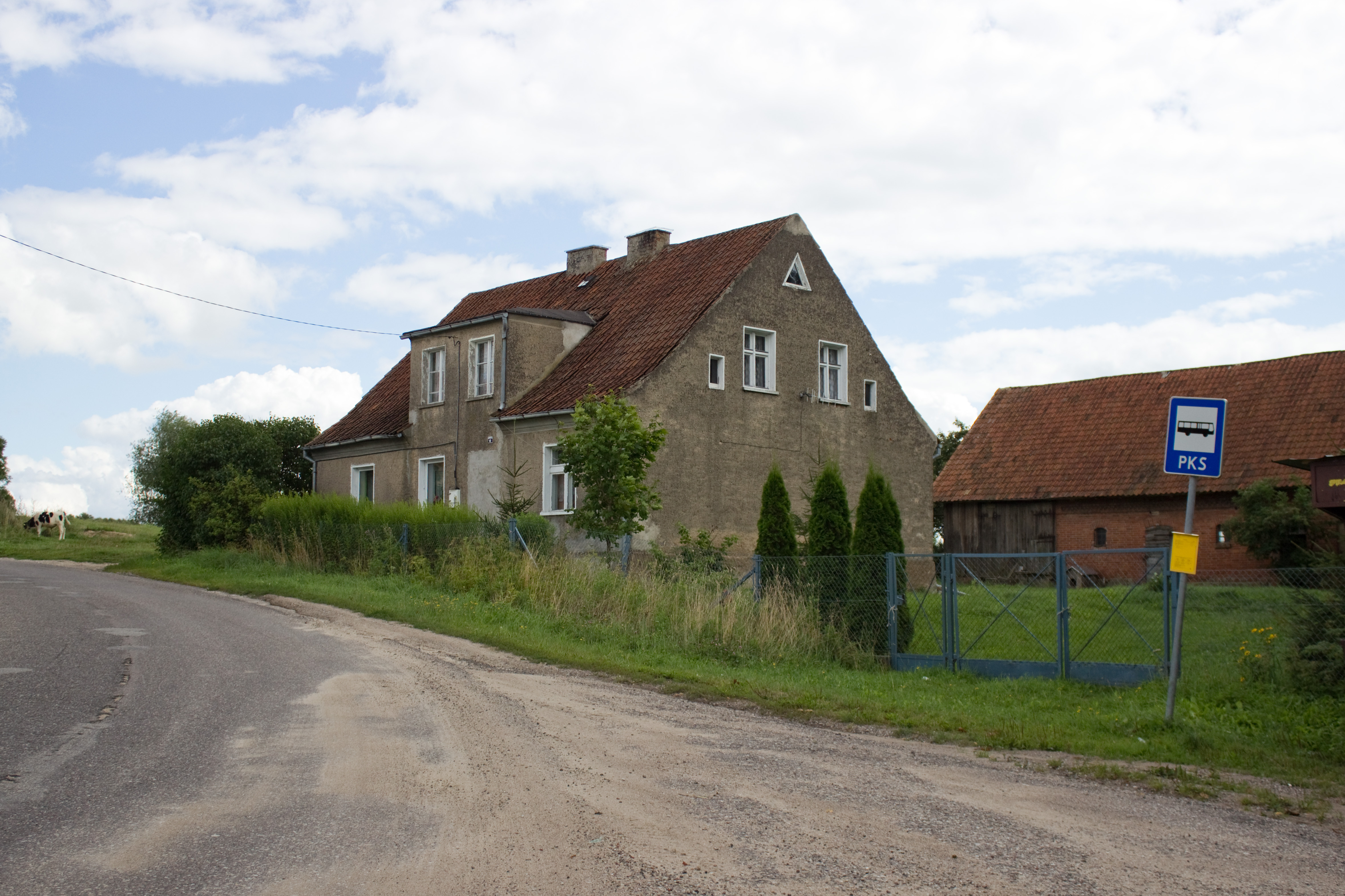
Ortsdurchfahrt DW 661 in Wierzbowo

## Geschichte
Wiersbowen liegt an einem der geographisch höchsten Punkte im östlichen Masuren, der Marczynower Höhe, ab 1938: Martinshöhe, und beruht auf einer wesentlich älteren Siedlung, da hier noch historische Wehranlagen der erst im 13. Jahrhundert vom Deutschen Orden unterworfenen Sudauer gefunden wurden, die zu einer mittelalterlichen Burg gehörten.
Gegründet wurde das Dorf 1546 durch einen Vertrag, in dem Michael von Eysack an den aus Rajgród (Podlachien) stammenden Jacob Wierzbowen sowie dessen Söhne Paul und Jan Land zur Bewirtschaftung übertrug und die zu leistenden Abgaben geregelt wurden.
Im 17. Jahrhundert geriet Wierzbowen teilweise in den Besitz des Adelsgeschlechts Rogalski (später Rogalla von Bieberstein).
1656 fielen die mit Polen verbündeten Tataren in Wierzbowen ein und sorgten für starke Zerstörung und den Verlust eines großen Teiles der Dorfbevölkerung.
1710 kam es in Wierzbowen von einer Pest-Epidemie, in deren Folge 77 Todesopfer zu beklagen waren.
Zum 27. Mai 1874 wurde im Zuge einer preußischen Gemeindereform ein Amtsbezirk Wierzbowen im Regierungsbezirk Gumbinnen (ab 1905: Regierungsbezirk Allenstein) neu gebildet, der neben Wierzbowen selbst die Gemeinden Groß Czymochen, Kiehlen, Millewen, Sanien, Soczien, Thurowen und den Gutsbezirk Czymochen umfasste.
1895 hatte Wierzbowen 535 Einwohner, von denen 475 evangelisch, 34 katholisch und 26 andere waren. Es bestanden 92 landwirtschaftliche Betriebe, die 1175 Hektar bewirtschafteten.
1909 wurden aus dem Amtsbezirk Wierzbowen die Gemeinde Groß Czymochen und das Gut Czymochen zum Kreis Oletzko umgegliedert.
Am 1. Dezember 1910 waren in Wierzbowen 536 Einwohner verzeichnet.
Aufgrund der Bestimmungen des Versailler Vertrags stimmte die Bevölkerung im Abstimmungsgebiet Allenstein, zu dem Wierzbowen gehörte, am 11. Juli 1920 über die weitere staatliche Zugehörigkeit zu Ostpreußen (und damit zu Deutschland) oder den Anschluss an Polen ab. In Wierzbowen stimmten 380 Einwohner für den Verbleib bei Ostpreußen, auf Polen entfiel keine Stimme.
1932 wurde das südlich gelegene Millewen aus dem Amtsbezirk Wierzbowen zum Amtsbezirk Kallinowen umgegliedert.
1933 waren in Wiersbowen 521 Einwohner verzeichnet.
Wiersbowen wurde am 3. Juni 1938 im Zuge der Eindeutschung masurischer Ortsnamen baltischer oder slawischer Herkunft in „Waldwerder“ umbenannt. Am 15. November 1938 erfolgte auch die Umbenennung des Amtsbezirks in „Waldwerder“.
1939 hatte Waldwerder nur noch 463 Einwohner. Vermerkt sind darüber hinaus im Ort 76 Bauernhöfe und 108 Wohnungen.
Nach Ende des Zweiten Weltkrieges 1945 fiel das bisher zum Deutschen Reich (Ostpreußen) gehörende Waldwerder an Polen. Die ansässige deutsche Bevölkerung wurde, soweit sie nicht geflüchtet war, nach 1945 größtenteils vertrieben und neben der angestammten masurischen Minderheit durch Neubürger aus anderen Teilen Polens, insbesondere aus dem podlachischen Raczki ersetzt. Der Ort wurde in „Wierzbowo“ umbenannt.
Erster polnischer Bürgermeister von Wierzbowo wurde 1945 Stanisław Wasilewski, der wenig später auch Oberbürgermeister der Gemeinde Kalinowo wurde. Am 30. Mai 1946 kam dieser zu Tode. Nachfolger in Wierzbowo wurde Jan Gliński, ab 1949 über lange Zeit Zygmunt Paciorko.
Von 1975 bis 1998 gehörte Wierzbowo zur damaligen Woiwodschaft Suwałki, kam dann 1999 zur neu gebildeten Woiwodschaft Ermland-Masuren. Heute ist der Ort Sitz eines Schulzenamtes (polnisch Sołectwo) und somit eine Ortschaft im Verbund der Gmina Kalinowo.
1978 waren in Wierzbowo 339 Einwohner ansässig.
1989 bis 1992 wurde in der Dorfgemeinde ein Wasserwerk gebaut. Bürgermeister ist heute Józef Gorlewski, der einer der sechs alteingesessenen masurischen Familien entstammt.

## Kirche
Bis 1945 war Wierzbowen resp. Wiersbowen bzw. Waldwerder in die evangelische Kirche in Groß Czymochen (1928 bis 1945 Reuß, polnisch Cimochy) in der Kirchenprovinz Ostpreußen der Kirche der Altpreußischen Union sowie in die römisch-katholische Kirche St. Andreas in Prawdzisken (1934 bis 1945 Reiffenrode, polnisch Prawdziska) im damaligen Bistum Ermland eingepfarrt. Im Ort gibt es noch aus dieser Zeit einen historischen evangelischen Friedhof aus dem 19. Jahrhundert. Der älteste Grabstein datiert aus dem Jahr 1884.
Heute gehört Wierzbowo katholischerseits zur Kirche in Cimochy im Bistum Ełk der Römisch-katholischen Kirche in Polen. Die evangelischen Einwohner halten sich zur Kirchengemeinde in der Kreisstadt Ełk, einer Filialgemeinde der Pfarrei in Pisz (Johannisburg) in der Diözese Masuren der Evangelisch-Augsburgischen Kirche in Polen.

## Persönlichkeiten
In Wierzbowo ist der polnische Volksliedsänger Wacław Kasprzyk beheimatet.